# Фторид таллия(III)
Фторид таллия(III) — бинарное неорганическое соединение, соль металла таллия и плавиковой кислоты с формулой TlF3, коричневые или светло-красные кристаллы, реагируют с водой.

## Получение
- Пропускание фтора через оксид таллия(III):

{\displaystyle {\mathsf {2Tl_{2}O_{3}+6F_{2}\ \xrightarrow {300^{o}C} \ 4TlF_{3}+3O_{2}}}}

## Физические свойства
Фторид таллия(III) — это коричневые или светло-красные кристаллы, реагирующие с водой. Плавится при 550 °С в атмосфере фтора.

## Химические свойства
- Гидролизуется водой:

{\displaystyle {\mathsf {TlF_{3}+3H_{2}O\ {\xrightarrow {}}\ Tl(OH)_{3}+3HF}}}